# Оборона Пскова (1941)
Оборо́на Пско́ва — оборонительные действия советских войск на северо-западном направлении на линии укрепрайонов в июле 1941 года.

## Военно-стратегическая ситуация
В девятом часу вечера 30 июня Военный совет Северо-Западного фронта отдал войскам директиву на отход с рубежа реки Западная Двина в Псковский, Островский и Себежский укреплённые районы для создания там устойчивой обороны.
Разгромив войска советского Северо-Западного фронта в приграничном сражении, немецкая группа армий «Север» 2 июля возобновила наступление. Её основная ударная сила 4-я танковая группа (командующий — генерал-полковник Э. Гёпнер; три танковые и три моторизованные дивизии) наступала через Резекне в направлении Остров—Псков.
3 июля противник захватил Резекне, в результате между 8-й и 27-й армиями Северо-Западного фронта возник разрыв. Направление на Остров, Псков оказалось прикрыто наиболее слабо.
Ещё 25 июня в состав Северо-Западного фронта были переданы 41-й стрелковый корпус (генерал-майор И. С. Кособуцкий; три стрелковые дивизии) и 1-й механизированный корпус (генерал-майор М. Л. Чернявский) с задачей прикрыть псковское направление. Однако многим дивизиям советских корпусов ещё только предстояло прибыть в район боёв.
Первыми из состава 41-го стрелкового корпуса прибыли 111-я и 118-я стрелковые дивизии (из Ярославля и Костромы, соответственно). Прибытие 235-й стрелковой дивизии из Иванова задерживалось (первые эшелоны начали прибывать только 5 июля).

## Ход боевых действий

### Бои за Остров
4 июля шедшая в авангарде немецкая 1-я танковая дивизия прорвала оборону Островского укрепрайона и захватила Остров.
Командующий Северо-Западным фронтом генерал-майор П. П. Собенников отдал приказ частям 41-го стрелкового и 1-го механизированного корпусов восстановить положение. Для решения поставленной задачи из состава 41-го корпуса был выделен стрелковый полк, от 1-го мк — 3-я танковая дивизия (без мотострелкового полка). Начальник штаба Северо-Западного фронта генерал Н. Ф. Ватутин в телефонном разговоре с командиром 41-го стрелкового корпуса И. С. Кособуцким потребовал: 

«Инцидент ликвидировать, врага уничтожить и не дать ему возможности переправиться через реку. Все подходящие подкрепления противника также уничтожить. Имейте в виду, ликвидация и уничтожение врага возлагаются персонально на вас, под вашу личную ответственность. За выполнение этого приказа вы отвечаете своей головой».
5 июля советские войска нанесли контрудар и выбили противника из города, однако подход немецкой 6-й танковой дивизии восстановил положение. 6 — 7 июля советские атаки в районе Острова продолжились, однако не принесли результата.

### Оставление Пскова
Тем временем во второй половине дня 6 июля противник возобновил наступление: 1-я немецкая танковая дивизия начала быстрое продвижение на Псков, 6-я — на Порхов.
В это время стали прибывать эшелоны 235-й стрелковой дивизии, сразу же вступавшие в бой. Однако остановить противника не удалось.
В условиях неразберихи и недостаточно чёткого управления войсками имели место случаи самовольного оставления позиций и беспорядочного отступления некоторых подразделений и частей. Этому способствовали отход 12-го мехкорпуса, а также тыловых и строительных частей 8-й и 27-й армий, эвакуация населения. Отходящие части проходили через боевые порядки 41-го стрелкового корпуса и деморализующе воздействовали на его личный состав. Положение усугублялось безнаказанностью действий вражеской авиации. Дороги были забиты отступающими, поэтому подвоз боеприпасов, горючего и продовольствия был крайне затруднен.
Утром 8 июля противнику удалось оттеснить наши ослабленные подразделения на северный берег реки Черехи в район Кресты и на южную окраину Пскова. Командир 118-й стрелковой дивизии генерал-майор Н. М. Гловацкий обратился с просьбой к командиру 41-го корпуса разрешить отход дивизии за реку Великую (по словам генерала, такой приказ был им получен, но во время следствия Кособуцким не подтверждено). Сам по себе отход при хорошей организации ещё не означал катастрофы, однако преждевременный взрыв псковского моста через реку Великую привёл к беспорядочному отступлению на подручных средствах частей 118-й, 111-й стрелковых дивизий и 25-го укрепрайона, оставшихся на западном берегу реки, а также к большим потерям в людях и боевой технике и явился главной причиной оставления Пскова и последующего отхода войск 41-го стрелкового корпуса по расходящимся направлениям на Гдов (118-я сд) и Лугу (111-я, 235-я и 90-я сд).
9 июля немецкие войска заняли Псков.

## Результаты
Таким образом, оборона советского Северо-Западного фронта на линии укреплённых районов по реке Великой была прорвана, при этом создалась реальная угроза прорыва немецкой 4-й танковой группы к Ленинграду (см. Блокада Ленинграда).

### Репрессии в отношении командования 41-го стрелкового корпуса
За оставление Пскова командир 41-го стрелкового корпуса генерал-майор И. С. Кособуцкий и командир 118-й стрелковой дивизии генерал-майор Н. М. Гловацкий предстали перед судом Военного трибунала. 26 июля 1941 года Н. М. Гловацкий был приговорён к расстрелу и расстрелян 3 августа 1941 года, генерал-майор И. С. Кособуцкий в том же суде 26 июля был приговорён к 10 годам заключения (в октябре 1942 года был досрочно освобождён из лагерей и принял участие в сражениях Великой Отечественной войны, с 1944 года — генерал-лейтенант. Начальник инженерной службы 41-го стрелкового корпуса военинженер II ранга Головлев также был расстрелян в июле 1941 года согласно приказу по Северо-Западному фронту.